# PASOK - Moviment pel Canvi
El PASOK - Moviment pel Canvi (PASOK-KINAL; en grec ΠΑΣΟΚ – Κίνημα Αλλαγής, romanitzat: PASOK – Kínima Allagís, ΚΙΝΑΛ), és una aliança política de centre esquerra en Grècia, fundada inicialment com a Moviment pel Canvi (KINAL) el març de 2018.

## Història
El juliol del 2017, la líder del PASOK, Fofi Gennimata, va anunciar la formació d'un nou partit unificat de centre esquerra a Grècia abans del final de l'any. A l'estiu de 2017, Stavros Theodorakis, líder i fundador de To Potami, també va decidir participar amb la creació del nou partit.
Després de les eleccions, els dirigents del PASOK, DIMAR (que anaven plegats com a Alineació Democràtica) i To Potami van planejar continuar amb grups parlamentaris independents fins al congrés fundacional del nou partit, previst per a la primavera del 2018.
El 12 de novembre de 2017 es va celebrar la primera ronda de primàries per triar el líder del nou partit, els nou candidats que van competir pel lideratge inicial van ser: Fofi Gennimata, Theodorakis, Giorgos Kaminis, Nikos Androulakis, Apostolos Pontas, Konstantinos Gatsios i els antics ministres del PASOK, Yiannis Maniatis, Yiannis Ragousis i Dimitris Tziotis. Els candidats que van arribar a la segona ronda van ser Gennimata, amb el 44,5% dels vots, i Androulakis, amb el 25,4%. El 19 de novembre es va celebrar l'elecció final que va ser guanyada per Gennimata amb el 56% dels vots. El 28 de novembre de 2017 es va anunciar "Moviment per al canvi" ('Kinima Allagis') com el nom preliminar del partit. El 2 de desembre de 2017 es va anunciar el consell de sis membres del partit, format per Gennimata, Theodorakis, Androulakis, Kaminis, Thanasis Theocharopoulos (líder del DIMAR) i l'expresident del PASOK, Georgios Papandreu.
El partit va celebrar el seu congrés fundador els dies 16 i 18 de març a Atenes. Durant el congrés es va donar a conèixer el nou logotip i es va aprovar el programa de polítiques i caràcter del partit per la immensa majoria dels membres.
El 2 de juliol de 2018, To Potami decideix abandonar la coalició política. El 20 de gener de 2019, DIMAR també abandona KINAL.

## Resultats electorals

### Parlament Hel·lènic
| Any       | Líder             | Parlament Hel·lènic | Parlament Hel·lènic | Parlament Hel·lènic | Parlament Hel·lènic | Pos. | Govern      |
| Any       | Líder             | Vots                | %                   | Escons              | +/−                 | Pos. | Govern      |
| --------- | ----------------- | ------------------- | ------------------- | ------------------- | ------------------- | ---- | ----------- |
| 2019      | Fofi Gennimata    | 457.519             | 8,1                 | 22 / 300            | 5                   | 3r   | Oposició    |
| 2023 (I)  | Nikos Androulakis | 676.166             | 11,46               | 41 / 300            | 19                  | 3r   | Anticipades |
| 2023 (II) | Nikos Androulakis | 617.487             | 11,84               | 32 / 300            | 9                   | 3r   | Oposició    |

### Parlament Europeu
| Parlament Europeu | Parlament Europeu | Parlament Europeu | Parlament Europeu | Parlament Europeu | Parlament Europeu | Parlament Europeu |
| Any               | Líder             | Vots              | %                 | Escons            | +/−               | Pos.              |
| ----------------- | ----------------- | ----------------- | ----------------- | ----------------- | ----------------- | ----------------- |
| 2019              | Fofi Gennimata    | 436.735           | 7.72%             | 2 / 21            | Nou               | 3r                |
| 2024              | Nikos Androulakis | 508,399           | 12.79%            | 3 / 21            | 1                 | 3r                |